# Messier 64
Messier 64 (M64 ili NGC 4826) je spiralna galaksija koju je otkrio Edward Pigott 1779. godine. Charles Messier otkrio ju je 1780. i uvrstio kao 64. objekt svog kataloga. M64 nosi naziv Crnooka galaksija koji je dobila zbog oblaka prašine i plina koji okružuje jezgru. Tu pojavu je prvi zamijetio William Herschel.

## Svojstva
M64 se nalazi na udaljenosti od oko 24 milijuna svjetlosnih godina. Njen promjer je oko 70.000 svjetlosnih godina, za trećinu manji od naše galaksije. Ukupan sjaj je magnitude 20.6 magnitude, oko 1,5x manji od sjaja naše galaksije. 
Svemirski teleskop Hubble detaljno je proučavao galaksiju. Zvijezde u galaksiji se kreću u smjeru kazaljke na satu, ali plinovi u vanjskim dijelovima galaktike se kreću u suprotnom smjeru. Vjeruje se da je ta pojava uzrokovala stvaranje masovnog oblaka prašine i plina. Uzrok svim tim neobičnostima je sudar s drugom galaksijom. Vjeruje se da se sudar dogodio s galaksijom koja je rotirala u suprotnom smjeru od M64. Manja galaktika u tom sudaru, koji se odigrao prije oko milijardu godina, u potpunosti je uništena i uklopila se u galaksiju M64. 

## Amaterska promatranja
Galaksiju je moguće uočiti već i malim teleskopom. Nalazi se u zviježđu Berenikina kosa. Najpogodnije vrijeme za promatranje je sredinom ožujka kada se galaktika nalazi visoko na nebu. Središnju tamnu regiju moguće je nazrijeti u 200 mm-skom teleskopu na povećanju od 100 do 150 puta.

## Vanjske poveznice
- (engl.) SEDS: NGC 4826
- (engl.) Revidirani Novi opći katalog
- (engl.) Izvangalaktička baza podataka NASA-e i IPAC-a
- (engl.) Astronomska baza podataka SIMBAD
- (engl.) VizieR
- Skica M64